# NGC 358
NGC 358 is vier sterren die vanaf de Aarde gezien bij elkaar lijken te staan, een asterisme, in het sterrenbeeld Cassiopeia.
NGC 358 werd op 4 februari 1865 ontdekt door de Duits-Deense astronoom Heinrich Louis d’Arrest.
| Componenten               | Rechte klimming | Declinatie     | Magnitude    |
| ------------------------- | --------------- | -------------- | ------------ |
| TYC 4021-519-1            | 01u05m03,5s     | +62° 01′ 41,4″ | 11,2 mag     |
| TYC 4201-575-1 CMC 600551 | 01u05m15,4s     | +62° 01′ 37,1″ | ca. 11,8 mag |
| TYC 4201-649-1            | 01u05m05,7s     | +62° 00′ 54,5″ | ca. 11,6 mag |
| USNO-A2.0 1500-01120974   | 01u05m19s       | +62° 00′ 57″   | ca. 12,5 mag |